# As-Sàlih Muhàmmad
Al-Màlik as-Sàlih Nàssir-ad-Din Muhàmmad ibn Tàtar —àrab: الملك الصالح ناصر الدين محمد بن طاطار, al-Malik aṣ-Ṣāliḥ Nāṣir ad-Dīn Muḥammad ibn Ṭāṭār—, més conegut simplement com a as-Sàlih Muhàmmad, fou soldà mameluc de la dinastia burjita o circassiana (1421-1422).
El desembre de 1421, després de quatre mesos al poder, Adh-Dhàhir Tàtar va morir per causes naturals. El seu fill menor d'edat (de 10 anys) Muhammad, havia estat designat hereu i fou proclamat amb el títol d'al-Màlik as-Sàlih Nàssir-ad-Din Muhàmmad. El seu atabeg havia de ser l'emir Barsbay i el regent l'emir Djanibey. No van passar gaires setmanes a produir-se l'enfrontament entre atabeg i regent, i Barsbay va fer detenir a Djanibey, va deposar Muhàmmad i es va proclamar sultà.